# 大口盆地

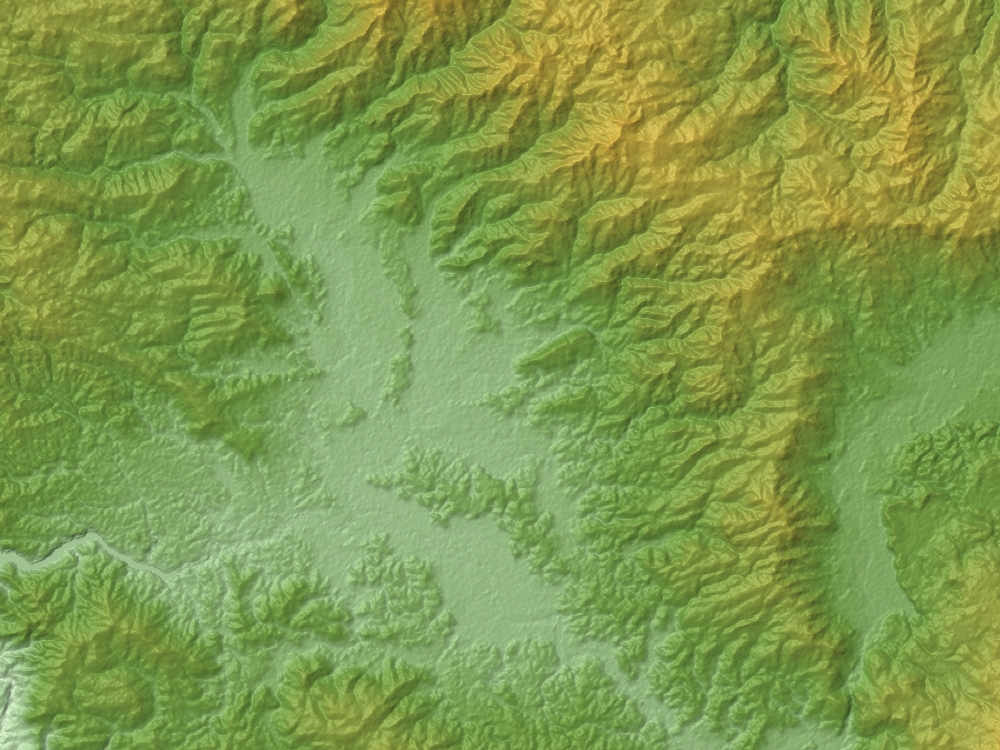
大口盆地の地形図

大口盆地（おおくちぼんち）は、九州南部の鹿児島県伊佐市にある盆地である。伊佐盆地あるいは伊佐平野とも呼ばれる。140平方キロメートルの面積を持つ鹿児島県内で最も広い盆地である。

## 地理
標高は100-200メートルあり、西部、北部、東部を肥薩火山群、南部を北薩火山群に囲まれている。海岸沿いにある平地と比較して年平均気温が1-1.5℃低く、特に冬期は2℃も低くなり、「鹿児島の北海道」と呼ばれることもある。2016年1月25日には伊佐市大口で、九州の低地としては過去最低の気温-15.2℃を記録した。春や秋にはしばしば霧が発生する。
盆地北部から南部へ羽月川が縦断し、盆地南部を東から西へ横断する川内川に合流する。盆地周囲には河岸段丘が分布しており、南部にはシラス台地がみられる。盆地中央から南東部にかけて菱刈丘陵が横たわっている。

## 歴史
古代には荒れ地であったが、755年（天平勝宝7歳）5月に930名が入植し菱刈郡が設置されている。本格的な開発は江戸時代に入ってからで、河川改修などが頻繁に行われ広大な水田地帯となった。

## 地質
基盤となる四万十層群の上に鮮新世から更新世にかけて活動した肥薩火山群や北薩火山群の噴出物が重なっている。大口盆地付近は噴出物の層が薄かったため、これが盆地の原型となった。この上に33万年前に加久藤カルデラから噴出した加久藤火砕流による溶結凝灰岩や、2万5千年前に姶良カルデラから噴出した入戸火砕流によるシラスが積み重なっている。入戸火砕流以後は湖となり沖積層が形成されたが、川内川の浸食によって3000年前までに排水され盆地となった。